# Margherita Stuart
Margherita Stuart (1455) è stata una principessa scozzese.

## Biografia
Margherita nacque tra il 1453 e il 1460, in Scozia. Era la figlia di Giacomo II di Scozia e Maria di Gheldria. Aveva cinque fratelli, tra cui Giacomo III, che salì al trono scozzese nel 1460 alla morte accidentale del padre, a causa di una cannonata. La madre morì nel 1463, lasciandola orfana all'età di dieci anni.

## Proposte di matrimonio
Durante la Guerra delle Due Rose, Margherita fu brevemente fidanzata con Edoardo di Westminster, l'unico figlio di Enrico VI d'Inghilterra e di Margherita d'Angiò. Tuttavia, il fidanzamento non venne ufficializzato causa della alleanza tra Edoardo IV d'Inghilterra e Filippo III di Borgogna. Nel 1476, è stata proposta a Giorgio Plantageneto, I duca di Clarence, ed in seguito a Anthony Woodville, II conte Rivers, ma nessuna di queste alleanze venne realizzata.

## Ultimi anni
Margherita divenne l'amante di Lord Crichton. La loro figlia illegittima, chiamata Margaret, nacque tra il 1478 e il 1485 e crebbe a corte reale. Margherita avrebbe avuto anche un figlio, James, che sposò Catherine Borthwick, figlia maggiore di William Borthwick, Lord Borthwick, tuttavia, alcuni sostengono che James fosse il figlio della moglie di Lord Crichton.
Lord Crichton si unì a Alexander Stewart, duca di Albany, fratello di Margherita, nella sua ribellione contro l'impopolare Giacomo III. Nel 1484, quando Albany venne condannato per tradimento, a Lord Crichton furono confiscate le terre e i titoli dal Parlamento di Scozia.

## Ascendenza
|                      |                       |                                    | Genitori                                   |  |  | Nonni |  |  | Bisnonni              |  |  | Trisnonni            |  |
|                      |                       |                                    |                                            |  |  |       |  |  | Roberto III di Scozia |  |  | Roberto II di Scozia |  |
|                      |                       |                                    |                                            |  |  |       |  |  | Roberto III di Scozia |  |  | Roberto II di Scozia |  |
|                      |                       | Elizabeth Mure                     |                                            |  |  |       |  |  | Roberto III di Scozia |  |  |                      |  |
| Giacomo I di Scozia  |                       |                                    |                                            |  |  |       |  |  | Roberto III di Scozia |  |  |                      |  |
|                      |                       | Annabella Drummond                 | John Drummond di Lennox                    |  |  |       |  |  |                       |  |  |                      |  |
|                      |                       | Annabella Drummond                 | John Drummond di Lennox                    |  |  |       |  |  |                       |  |  |                      |  |
|                      |                       | Annabella Drummond                 | Mary di Montifex                           |  |  |       |  |  |                       |  |  |                      |  |
| Giacomo II di Scozia |                       | Annabella Drummond                 |                                            |  |  |       |  |  |                       |  |  |                      |  |
|                      |                       | John Beaufort, I conte di Somerset | Giovanni Plantageneto, I duca di Lancaster |  |  |       |  |  |                       |  |  |                      |  |
|                      |                       | John Beaufort, I conte di Somerset | Giovanni Plantageneto, I duca di Lancaster |  |  |       |  |  |                       |  |  |                      |  |
|                      |                       | John Beaufort, I conte di Somerset | Katherine Swynford                         |  |  |       |  |  |                       |  |  |                      |  |
| Giovanna Beaufort    |                       | John Beaufort, I conte di Somerset |                                            |  |  |       |  |  |                       |  |  |                      |  |
|                      |                       | Margaret Holland                   | Thomas Holland, II conte di Kent           |  |  |       |  |  |                       |  |  |                      |  |
|                      |                       | Margaret Holland                   | Thomas Holland, II conte di Kent           |  |  |       |  |  |                       |  |  |                      |  |
|                      |                       | Margaret Holland                   | Alice FitzAlan                             |  |  |       |  |  |                       |  |  |                      |  |
| Margherita Stuart    |                       | Margaret Holland                   |                                            |  |  |       |  |  |                       |  |  |                      |  |
|                      | Giovanni II di Egmond | Arnold, Signore di Egmond          |                                            |  |  |       |  |  |                       |  |  |                      |  |
|                      | Giovanni II di Egmond | Arnold, Signore di Egmond          |                                            |  |  |       |  |  |                       |  |  |                      |  |
|                      | Giovanni II di Egmond | Jolanthe di Leiningen              |                                            |  |  |       |  |  |                       |  |  |                      |  |
| Arnoldo di Egmond    | Giovanni II di Egmond |                                    |                                            |  |  |       |  |  |                       |  |  |                      |  |
|                      |                       | Maria Van Arkel                    | Johan V, Signore di Arkel                  |  |  |       |  |  |                       |  |  |                      |  |
|                      |                       | Maria Van Arkel                    | Johan V, Signore di Arkel                  |  |  |       |  |  |                       |  |  |                      |  |
|                      |                       | Maria Van Arkel                    | Joanna di Jülich                           |  |  |       |  |  |                       |  |  |                      |  |
| Maria di Gheldria    |                       | Maria Van Arkel                    |                                            |  |  |       |  |  |                       |  |  |                      |  |
|                      |                       | Adolfo I di Kleve                  | Adolfo III di Mark                         |  |  |       |  |  |                       |  |  |                      |  |
|                      |                       | Adolfo I di Kleve                  | Adolfo III di Mark                         |  |  |       |  |  |                       |  |  |                      |  |
|                      |                       | Adolfo I di Kleve                  | Margaretha di Jülich                       |  |  |       |  |  |                       |  |  |                      |  |
| Caterina di Kleve    |                       | Adolfo I di Kleve                  |                                            |  |  |       |  |  |                       |  |  |                      |  |
|                      |                       | Marie di Borgogna                  | Giovanni di Borgogna                       |  |  |       |  |  |                       |  |  |                      |  |
|                      |                       | Marie di Borgogna                  | Giovanni di Borgogna                       |  |  |       |  |  |                       |  |  |                      |  |
|                      |                       | Marie di Borgogna                  | Margherita di Baviera                      |  |  |       |  |  |                       |  |  |                      |  |
|                      |                       | Marie di Borgogna                  |                                            |  |  |       |  |  |                       |  |  |                      |  |